# Wu Hu
Wu Hu (kineski: 五胡) je bio kineski izraz za pet nekineskih nomadskih plemena koja su uzrokovala ustanak Wu Hua i ustanovila Šesnaest kraljevstava od 304. do 439. godina.
Kineska riječ "Hu" (胡) u "Wu Hu" znači "nerazumljiv" ili "teško razumljiv" što se vjerojatno odnosi na jezike kojima su govorila ta nomadska plemena. U tome je slična riječi za "barbare" u mnogim europskim jezicima. Ispočetka je riječ "Hu" bila istovjetna s riječju "Xiongnu", ali se kasnije počela koristiti zajedno s brojem - "Wu" (pet) ili "Zhu" (brojni). Sam izraz Wu Hu - odnosno "Pet Hua" se prvi put rabilo u Shiliuguo Chunqiuu (501. – 522.), koji je opisao povijest pet plemena koja su pustošila Sjevernu Kinu od početka 4. do sredine 5. stoljeća. Pod njima se uglavnom podrazumijeva: Xiongnu (匈奴), Xianbei (鮮卑), Di (氐), Qiang (羌) i Jie (羯); iako različiti povjesničari imaju različite definicije.